# Classe Courageous (croiseur)
Pour les autres classes de navires du même nom, voir Classe Courageous.
La classe Courageous est une classe de croiseurs de bataille construits pour la Royal Navy durant la Première Guerre mondiale.

## Conception
Conçus à l'origine pour soutenir le Projet Baltique de l'amiral John Arbuthnot Fisher, ces bateaux ont un blindage léger et ne disposent que de peu de canons lourds. 
Leur tirant d'eau se révèle peu important, non seulement en vue de leur utilisation dans les eaux de la Baltique, mais aussi grâce aux leçons tirées du début de la guerre.

## Reconversion
Le HMS Glorious, le HMS Courageous et le HMS Furious sont transformés en porte-avions après la Première Guerre mondiale. Le Glorious et le Courageous sont coulés durant la Seconde Guerre mondiale, et le Furious est vendu pour la ferraille en 1948.

## Sources
- (en) Cet article est partiellement ou en totalité issu de l’article de Wikipédia en anglais intitulé « Courageous class battlecruiser » (voir la liste des auteurs).